# 慰安妇少女铜像
慰安妇像（日语：／ Ianfuzō ?，又稱和平少女像（：／）或簡稱少女像（：／），是第二次世界大戰期間日本军慰安妇受害者的象徵。設置雕像的目的是要求道歉和紀念，最早出現在韩国首爾的日本駐大韓民國大使館大門對面，其後擴展至世界多處的日本大使館外。

## 歷史

### 韓國

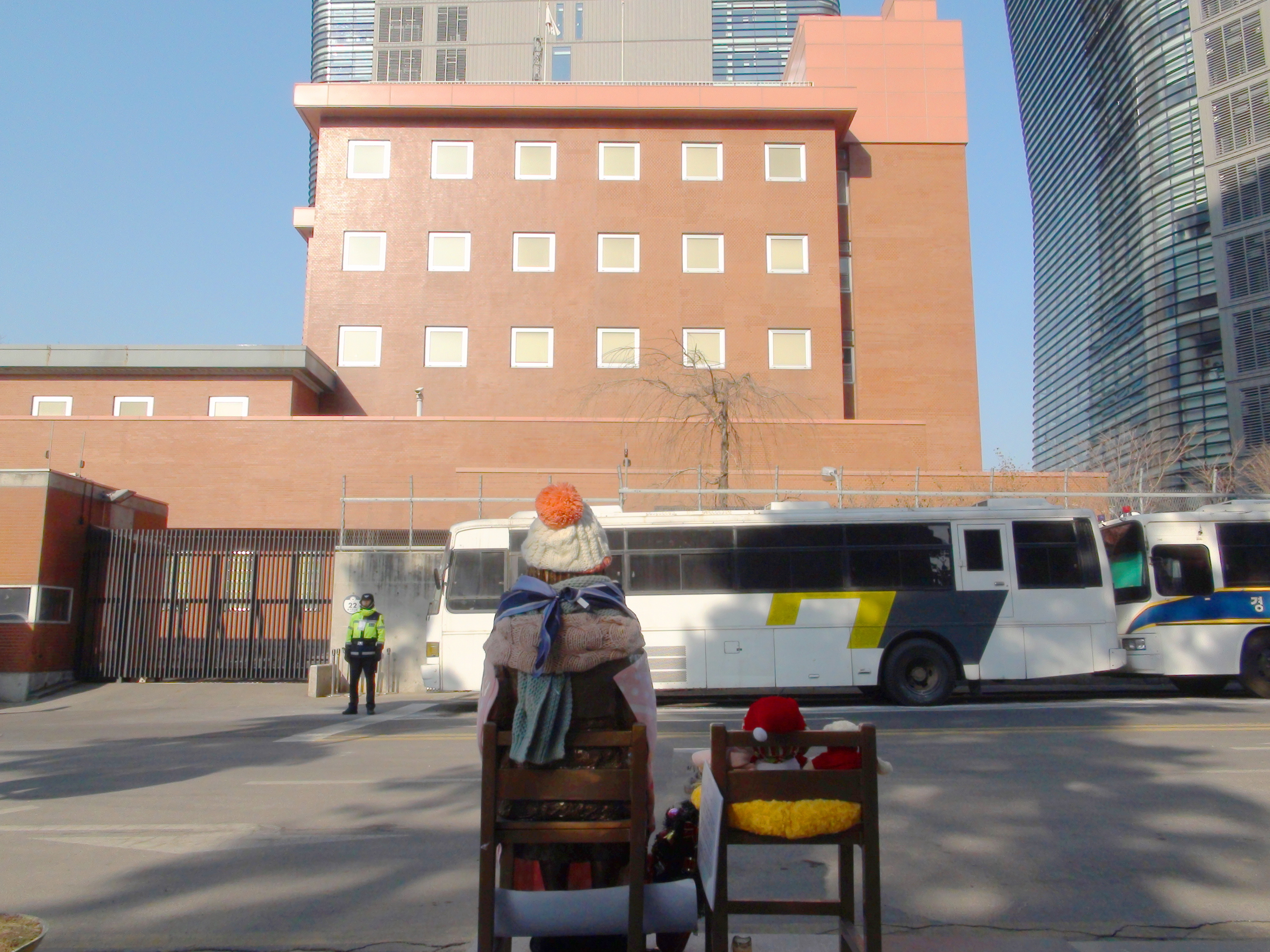
和平少女像與日本駐大韓民國大使館

自1992年1月起，韩国挺身队问题对策协议会（挺队协）等團體每星期三（水曜日）會在首爾的日本駐大韓民國大使館門前舉行示威活動，要求解決日本政府自建交以來未解決的「慰安婦」問題，稱為水曜示威。
近20年後，挺隊協有意設立和平雕像。
2011年12月14日，此一構想終於實現，一座銅像永久豎立在大使館對面。当时的钟路区区长金映钟建议設立艺术作品形象的少女铜像，以取代原本設立紀念石碑的想法。雕像由艺术家金运成和金曙炅夫妻共同制作，是一位短发、身着赤古里裙（近代韩服）的少女坐在椅子上，紧握双拳，凝注日本大使馆的高130厘米铜像。旁还设有一个小椅子，是与少女铜像一同思索日本军慰安妇问题的空间。纪念碑上写着慰安妇受害者吉元玉奶奶写的和平碑文字及纪念从1992年至今在此日本大使馆前举行水曜示威1,000次的崇高精神和历史而设。
2017年1月，為抗议韩国在日本驻釜山领事馆外设置慰安妇雕像，日本召回驻韩大使。

### 美國
2013年3月8日在美国新泽西州博根郡哈肯萨克河的郡法院前‘記忆之岛’设了追念第二次世界大战时被日本军迫害的慰安妇纪念碑。设纪念碑的是新泽西州博根郡政府。之前的纪念碑是由在美国的韩国人主导而设的，而这次的纪念碑是由美国地方政府主动设立，具有特别的意义。博根郡政府在纪念碑铜板刻上“追念在第二次世界大战时被日本帝国主义军队强迫要求当性奴的韩国、中国大陆、台湾、菲律宾、荷兰、印度尼西亚数十万女性及少女”。
2017年6月30日，喬治亞州亞特蘭大市東北郊區布魯克海文市的布萊克本二世公園設立了美國南部第一座慰安婦銅像，也是繼2013年加州格倫代爾市落成的第一座慰安婦銅像，和2014年在中部密西根州紹斯菲爾德市的第二座慰安婦銅像。
2017年11月23日，舊金山市市長李孟賢（Edwin Lee）接受了由當地一名藝術家懷特（Steven Whyte）所製作的銅像，該銅像象徵三名分別來自中國、韩国和菲律賓的女子，手拖著手圍成一圈。大阪方面不滿舊金山設立慰安婦雕像，並一度威脅要與舊金山斷絕友好城市關係。12月13日，大阪市市长吉村洋文透露在高层会议上，正式决定解除与美国旧金山市60年的友好城市关系。

### 中國大陸
2016年10月22日，中国慰安妇历史博物馆於上海师范大学徐匯校區校內落成，开馆仪式同时也为象征慰安妇受害者的中韩和平少女塑像揭幕。这是目前中国大陆唯一一个以保存慰安境遇证据为主题的博物馆；这也是在中国大陆为中韩慰安妇受害者树立的第一座塑像。塑像由中韩艺术家无偿捐献，由中国少女、韩国少女和一把空椅子组成，位于上海师范大学校园内的草坪上。其设计与中韩民间团体去年秋季在首尔一起设立的雕像相同，少女分别身穿中韩、民族服饰，坐在椅子上。中韩两国的慰安妇幸存者冒着大雨参加揭幕仪式。中国慰安妇历史博物馆收藏了数十年来研究者调查所得日军慰安所遗址中的各类遗物，研究者捐献的相关文物，如战时日军使用的安全套、星秘膏；受害幸存者赴日起诉时使用的护照；受害幸存者到海外出席听证会的证件与作为中国大陆最早一批向日本提出赔偿的起诉书等。

### 香港

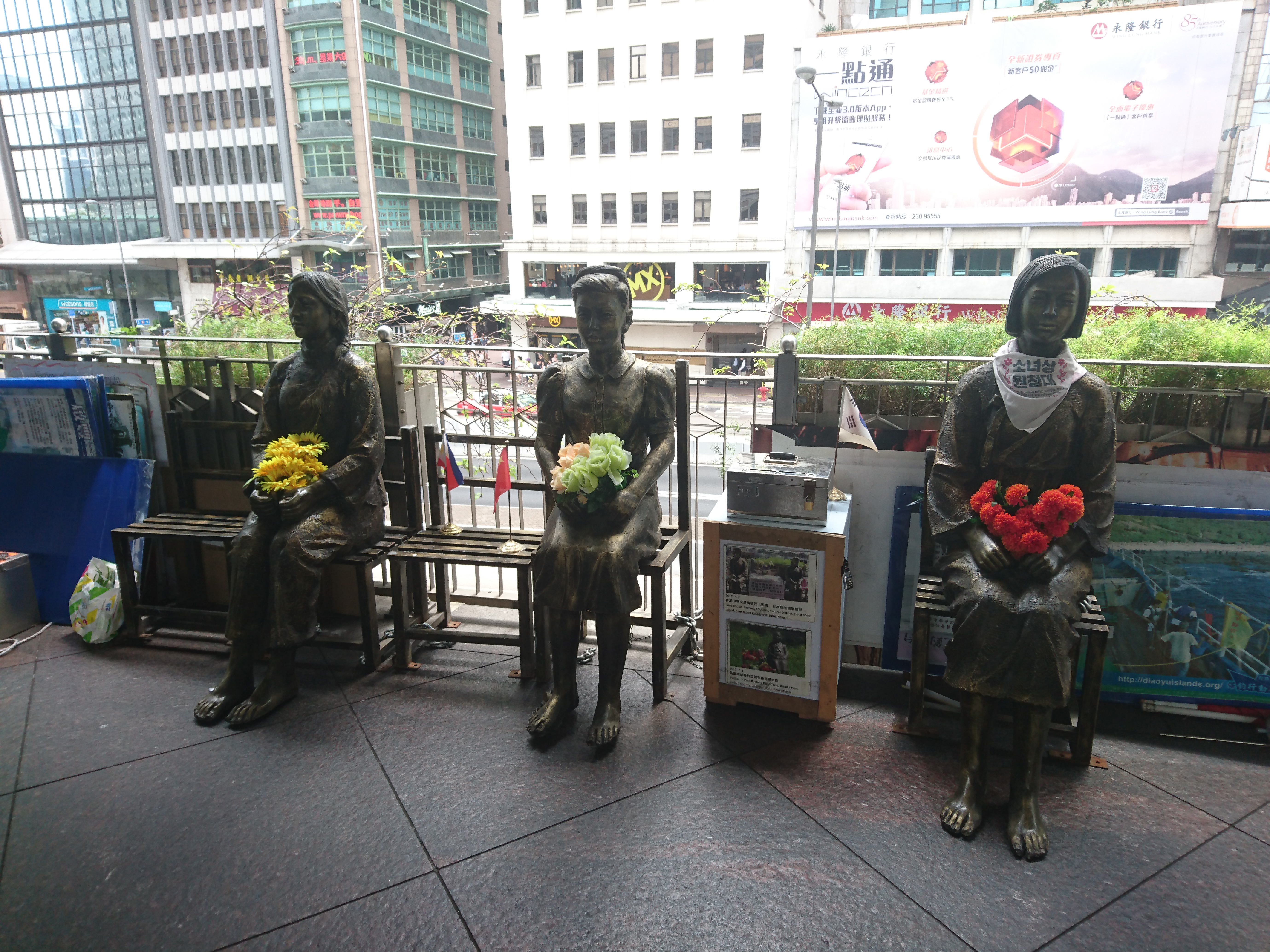
香港的慰安婦像，被放置於中環交易廣場（日本駐香港總領事館所在地）外，由保釣行動委員會設置。

2017年7月7日起，保釣行動委員會在中環行人天橋對正交易廣場日本駐香港總領事館外擺放慰安婦銅像，抗議安倍晉三的慰安婦及其右翼政策，要求日本政府道歉賠償。銅像在有關地方放置至2021年7月後被搬離。依負責團體的説法，由於銅像並没有申請在有關地方放置，所以被警方要求搬離。

### 台灣

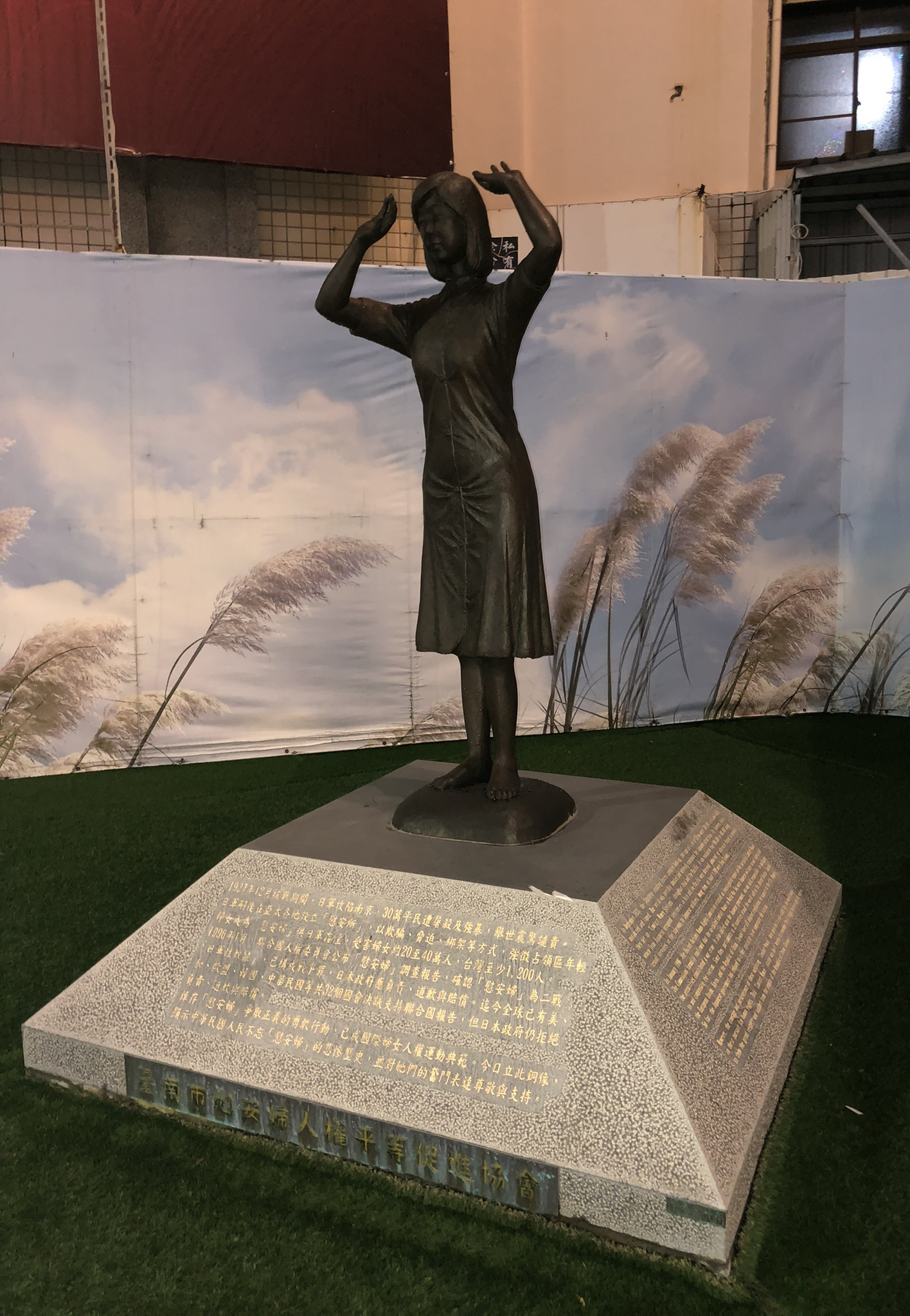
臺南市中正忠義十字路口处的慰安妇銅像

2017年7月起至2018年3月，中華統一促進黨發言人、楊業黨部主委陳志豪，每日開著載有慰安婦銅像車輛至日本台灣交流協會抗議及要求日本政府還原歷史並爭取日本政府對於慰安婦的權益及賠償，目前慰安婦銅像設立於台北市承天武聖廟山下對面。
2018年8月14日，台南市慰安婦人權促進會在台南市國民黨市黨部旁空地設立慰安婦銅像，並邀請前總統馬英九到現場參與揭幕儀式。台南市新聞處處長許淑芬表示這是國民黨一手促成的政治活動，并予以譴責。
2018年9月6日，日本極右派團體“慰安婦真相國民運動”幹事藤井實彥，來到台南，腳踹慰安婦銅像，以示挑釁。過程被閉路電視拍攝下來，傳播到網絡引起嘩然。中華人民共和國外交部發言人表示，“辱人者必自辱，希望他們能夠自省、自重”。網民亦在微博、Facebook等網站留言，灌爆日本駐華大使館、日臺交流協會等網頁，要求日本方面道歉。
2018年9月10日，新黨和中國國民黨在組織抗議活動，謝龍介、王炳忠、林明正、蘇恆和侯漢廷等人出席，要求沼田幹夫（時任日本台灣交流協會代表）出面道歉。台北駐日經濟文化代表處代表謝長廷對此則反駁，藤井的行為不代表日本政府。中華統一促進黨捍衛隊李承龍、邱晉芛、徐哲夫與蔣志豪於當日傍晚5時許前往台灣日本交流協會前潑漆，表達對藤井實彥腳踹台南慰安婦銅像一事的不滿。其後「慰安婦真相國民運動」主席加瀨英明12日正式發表道歉聲明，表示藤井實彥已經辭職。
2018年10月17日，台南市國民黨市黨部以被台北市建喬營造以1億689萬2000元拍下，台南慰安婦銅像設於市黨部旁空地，該標的物並不點交；建喬營造母公司皇鼎建設發言人曹羅方說，慰安婦銅像將待過戶後，再與國民黨討論處理。
2024年9月18日，台南慰安婦銅像因土地到期被拆除。

### 德國
2020年12月1日，德国柏林市米特区议会表决通过关于永久设置和平少女像的决议案。12月2日，日本官房长官加藤胜信對此表示极其遗憾。

## 日本回應
日本政府一直強烈反對慰安妇少女铜像在領事館外豎立，但因銅像由非官方團體管有而非政府豎立，因此難以法律追究。
2015年12月，日本政府表明不會支付十億日元作為賠償金，除非雕像從首爾的日本大使館前的位置被移除。2015年兩國政府達成協議。之後，韓國在釜山建立了第二座雕像。日本隨後召回兩名外交官，並停止雙方高層會談。